# 柳季奇納河
柳季奇納河（烏克蘭語：Лютичина），是烏克蘭的河流，位於該國東部，流經利沃夫州的德羅霍貝奇區，發源自烏利奇涅以北，河道全長23公里，流域面積56平方公里。